# Anatolij Onoprienko
Anatolij Jurijovytj Onoprienko (Ukrainsk: Анатолій Юрійович Онопрієнко tr. Anatolij Jurijovytj Onoprienko ; født 25. juli 1959, død 27. august 2013) var en ukrainsk seriemorder og massemorder. Han var også kendt som "The Beast of Ukraine", "The Terminator" og "Citizen O". Efter politiet anholdte den 37-årige tidligere studerende d. 16. april 1996, Onoprienko tilstod han, at have dræbt 52 mennesker.